# Панченко, Алексей Васильевич
Алексей Васильевич Панченко (17 января 1925 — 10 февраля 2005) — советский передовик производства, старший мастер Карагандинского металлургического завода Министерства чёрной металлургии СССР. Герой Социалистического Труда (1966).

## Биография
Родился 17 января 1925 года в селе Новгородка Александрийского округа Екатеринославской губернии Украинской ССР в крестьянской украинской семье, позже семья переехала в город Магнитогорск Челябинской области.
С 1942 года в период Великой Отечественной войны, после окончания средней школы и Магнитогорского технического училища в возрасте семнадцати лет, начал свою трудовую деятельность подручным сталевара, позже после получения соответствующей квалификации работал — сталеваром и старшим мастером на Магнитогорском металлургическом комбинате.
30 января 1952 года Указом Президиума Верховного Совета СССР «за выдающиеся достижения в труде и по итогам работы в 4-й пятилетке (1946—1950)» Алексей Васильевич Панченко был награждён Орденом Ленина.
С 1954 по 1959 годы направлен на работу в сельскохозяйственное предприятие Курганской области для освоения целинных земель. С 1959 года снова работает старшим мастером на Магнитогорском металлургическом комбинате. С 1964 года направлен в Казахскую ССР и назначен старшим мастером мартеновского цеха Карагандинского металлургического завода Министерства чёрной металлургии СССР, благодаря стараниям А. В. Панченко работа мартеновского цеха увеличилась в несколько раз.
22 марта 1966 года Указом Президиума Верховного Совета СССР «за выдающиеся успехи, достигнутые в развитии чёрной металлургии» Алексей Васильевич Панченко был удостоен звания Героя Социалистического Труда с вручением Ордена Ленина и золотой медали «Серп и Молот».
Помимо основной деятельности занимался и общественно-политической работой: с 1966 года избирался депутатом Темиртауского городского Совета депутатов трудящихся и членом Темиртауского городского комитета Коммунистической партии Казахстана.
После выхода на заслуженный отдых проживал в городе Магнитогорске Челябинской области. Почётный гражданин города Магнитогорска (28.05.2002).
Скончался 10 февраля 2005 года в Магнитогорске. Похоронен на Левобережном кладбище Магнитогорска.

## Награды
- Медаль «Серп и Молот» (22.03.1966)
- Орден Ленина (30.01.1952; 22.03.1966)
- Медаль «За трудовую доблесть» (14.11.1951)
- Медаль «За трудовое отличие» (05.05.1949)